# Charles Brasch
Charles Orwell Brasch (* 27. Juli 1909 in Dunedin; † 20. Mai 1973 ebenda) war ein neuseeländischer Dichter, Autor, Lehrer, Lecturer und Übersetzer deutscher Abstammung, der Gründer der Literaturzeitschrift Landfall war, die er zwischen 1947 und 1966 herausgab und damit die neuseeländische Kultur entscheidend mitprägte. Weiterhin organisierte er die Förderung junger Autoren und war maßgeblich bei der Stiftung der renommierten Robert Burns Fellowship. 

## Leben

### Familiäre Herkunft und Beziehung zum Großvater
Brasch entstammte einer wohlhabenden jüdischen Familie von Kaufleuten und war der Sohn des Rechtsanwalts Hyam Brasch, der aus Angst vor Vorurteilen später seinen Namen in Henry Brash änderte. Seine in Deutschland geborene Mutter Helene Mary Fels war eine Verwandte von Bendix Hallenstein, dessen Familie sich in den 1860er Jahren als Goldkaufleute in Otago niederließ und später eine landesweite Kette von Bekleidungsgeschäfte begründete. Zu weiteren Verwandten der Familie gehörte die Unternehmerfamilie de Beer.
Nach der Geburt der jüngeren Schwester Lesley Mary Brasch 1911 wurde die Mutter Anfang 1914 zum dritten Mal schwanger, verstarb aber plötzlich an einer Blutung. Brasch bezeichnete dieses Ereignis später als Ende seiner „ordnungsgemäßen Kindheit“ (‚childhood proper‘) im Alter von vier Jahren. 
Er wuchs daraufhin im väterlichen Haushalt in Dunedin auf und wurde von Tanten sowie Hausangestellten aufgezogen. Er verbrachte aber viel Zeit in Manono, dem großen Haus aus roten Ziegelsteinen seines Großvaters mütterlicherseits, Willi Fels. Dieser war nicht nur Geschäftsmann, sondern auch Reisender und Kunstsammler, dessen Einfluss bei Brasch ein lebenslanges Interesse an europäischer Kultur entwickelte. Später unterstützte Fels entgegen dem starken Widerstand des Vaters auch die Entscheidung des Enkels, eine künstlerische Laufbahn einzuschlagen. Er war letztlich „Fels und Zentrum“ (‚rock and centre‘) von Brasch in den Jahren zwischen Kindheit und dessen mittleren Lebensalter.

### Schulbesuch und Studium in an der University of Oxford
Ende 1923 wurde Brasch in das Internat der renommierten Waitaki Boys’s High School in Oamaru geschickt. Während seiner dortigen dreijährigen Aufenthalts begann er mit dem Schreiben von Gedichten, die in der Schulzeitung The Waitakian veröffentlicht wurden. Dabei wurde er von dem Schulleiter Frank Milner unterstützt und begann auch eine lebenslange Freundschaft zu James Munro Bertram, der später ebenfalls ein anerkannter Schriftsteller, Literaturkritiker und Hochschullehrer wurde. 
Nach Abschluss der Waitaki Boys’s High School und einer sechsmonatigen Vorbereitung durch Willi Fels begann Brasch im Oktober 1927 ein Studium am St John’s College der University of Oxford. Die dreijährige Studienzeit war geprägt von den Erwartungen des Vaters, die genau entgegengesetzt verliefen. Anstatt eines Studiums der Rechtswissenschaften und einem Interesse für Rudern, schloss er 1930 ein Studium im Fach Zeitgeschichte mit einem „schändlichen Befriedigend“ (‚ignominious Third‘) ab und beabsichtigte den Beginn einer schriftstellerischen Laufbahn. Zu seinen Kommilitonen an der University of Oxford gehörten W. H. Auden, Cecil Day-Lewis, Stephen Spender und Louis MacNeice, deren Beispiel er folgte und ebenfalls Gedichte in bekannten Studentenzeitschriften veröffentlichte. In dieser Zeit reiste er mit Verwandten aus der Familie de Beer auch nach Italien, wo sein Cousin Esmond Samuel de Beer dazu beitrug, sein Verständnis für Literatur und Kunst auszubilden.

### Archäologische Ausgrabungen in Ägypten und Studium an der Universität London
Eine Freundschaft mit einem weiteren Kommilitonen, Colin Roberts, prägte das Interesse für ein weiteres Themengebiet, mit dem er sich drei Jahre lang beschäftigte: der Archäologie. 1931 kehrte er allerdings erst kurzzeitig nach Dunedin zurück, um dort im Familienunternehmen zu arbeiten, fühlte aber, dass seine Zukunft in England liegen würde.
1932 nahm er an einer Ausgrabung in Ägypten unter der Leitung des jungen britischen Archäologen John Pendlebury teil und kehrte für zwei weiteren Ausgrabungszeiten nach Tell el-Amarna im Niltal zurück. Zwischen den Ausgrabungen lebte er im Londoner Stadtteil Primrose Hill und studierte Arabisch sowie ägyptische Geschichte an der School of Oriental and African Studies (SOAS) der Universität London. Des Weiteren reiste er durch Europa, ehe er schließlich von der Idee einer Laufbahn in der Archäologie desillusioniert wurde. Allerdings zeugten seine ersten beiden Gedichtbände und einige unveröffentlichte Kurzgeschichten vom bestehenden Einfluss Ägyptens auf seine schriftstellerische Arbeit.

### Dichterische Anfänge und Lehrer
Die Lyrik, die er in den 1930er Jahren schrieb und die er als seine erste „wahrhaftige“ Lyrik beschrieb, ist gekennzeichnet von seinen getrennten Loyalitäten zu zwei Ländern. Die in England geschriebenen Gedichte erschienen in Neuseeland in Zeitschriften wie Phoenix und Tomorrow. Zusammen mit James Munro Bertram und Milners Sohn, Ian Milner, diskutierte Brasch 1932 erstmals die Möglichkeit zur Herausgabe einer umfangreichen Kulturzeitschrift als Nachfolge des nur kurze Zeit erschienenen Phoenix.
Seine Erforschung der Paradoxe der europäischen Besiedlung in Neuseeland war ein Thema, das er mit anderen Autoren seiner Generation wie A. R. D. Fairburn und R. A. K. Mason teilte. Der unruhige, elegische Ton in seinen ersten beiden Gedichtbänden wurde zu einem Kennzeichen seiner Dichtkunst. Aufgrund des familiären Vermögens war es ihm möglich, weite Reisen zu unternehmen und verbrachte Aufenthalte in Italien, deren Kultur er als künstlerisches Ideal adoptierte, Frankreich, Deutschland, Griechenland, Palästina, Sowjetunion und den USA. Das Problem der Identität, das zentral in seinen Gedichten war, plagten ihn im Alltagsleben. 
1937 nahm Brasch eine Lehrertätigkeit an einer Schule für Problemkinder an, was aus seiner Sicht erstmals seine Existenz rechtfertigte. Die Abbey School, die auf dem Prinzip der radikalen Summerhill School in Suffolk begründet war, lag in Little Missenden in Chiltern Hills. Dort unterrichtete er bis 1939 Englisch sowie Geschichte und besuchte 1939 erneut Neuseeland.
1939 wurde mit The Land and the People unter der Leitung von Denis Glover beim Verlag Caxton Press in Christchurch sein erster Gedichtband veröffentlicht.

### Zweiter Weltkrieg, Rückkehr nach Neuseeland und Gründung der LiteraturzeitschriftLandfall
Bei Ausbruch des Zweiten Weltkrieges befand sich Brasch mit seinem Vater auf Hawaii und fühlte sich verpflichtet, nach England zurückzukehren. In den folgenden sechs Jahren lebte er in Raum von London. Aufgrund eines leichten Emphysem war er vom Militärdienst befreit und verbrachte sechs Monate mit der Beobachtung von Bränden, ehe er bis Kriegsende in der Abteilung Nachrichtendienst des Außenministeriums (Foreign Office) tätig war.
1946 kehrte er nach Dunedin zurück und gründete 1947 die zwei Mal jährlich erscheinende Literaturzeitschrift Landfall, die er fast 20 Jahre lang bis 1966 herausgab. In dieser Position hatte er einen maßgeblichen Einfluss auf die Art der Kunstentwicklung in Neuseeland. Als akribischer und exakter Herausgeber machte er Landfall nicht nur zu einer Literaturzeitschrift, sondern auch zu einem Forum für kritische Kommentare zu Leben und Kultur in Neuseeland. Er bestand darauf, dass die Künste in Neuseeland „von der europäischen Tradition abhängen … müsse“ (‚must … depend on the European tradition‘) und verteidigte diese gegen die höchsten Standards dieser Tradition. Sein Ausschluss von Arbeiten, die nicht seinen genauen Kriterien der Handwerkskunst entsprachen, führte dazu, dass einige Landfall als elitär verurteilten, wenngleich sein Bestreben stets die Begründung einer würdigen einheimischen Kultur war. 

### Gedichtsammlungen und Förderer der neuseeländischen Kultur
In Neuseeland erfuhr er ferner mehr Anerkennung als Dichter als in England. Außer ein paar Gedichten in Zeitschriften und Magazinen war seine einzige in England veröffentlichte Arbeit ein wenig beachtetes Drama. Nach dem 1939 erschienenen The Land and the People gab Caxton Press unter Denis Glover 1948 auch seinen zweiten Gedichtband Disputed Ground heraus. 1951 übernahm er ferner eine Teilzeitstelle als Lecturer an der Abteilung für englische Sprache an der University of Otago.
Die Lyrik in Braschs dritter Anthologie, The Estate (1957), offenbarte eine Beschäftigung mit der Wiederentdeckung seines Heimatlandes. Er war 1958 mutmaßlicher Hauptinitiator bei der Stiftung der Robert Burns Fellowship an der University of Otago.
Die Suche nach Identität, sowohl nach der globalen als auch nach der persönlichen, blieben auch das Kernstück seiner vierten Gedichtsammlung Ambulando (1964), wobei sein Stil nunmehr mehr verdichtet als lyrisch wurde. Seine Beiträge als Herausgeber, Dichter und Förderer der neuseeländischen Kultur wurde im Mai 1963 dadurch gewürdigt, dass ihm die University of Otago einen Ehrendoktortitel verlieh.
Nach Beendigung der Herausgabe von Landfall 1966 fand Brasch die Zeit für eine Reihe von Beschäftigungen, die ein Studium der russischen Sprache, eine gemeinsame Übersetzung der Werke der Panjabi-Dichterin Amrita Pritam nach verschiedenen Reisen nach Indien und zusammen mit Janet Paul kurzzeitig die Leitung des Verlages Square and Circle Press einschloss. Daneben engagierte er sich in einer Reihe von Organisationen wie der Verein der Bücherei Dunedin (Dunedin Public Library Association), dem Verwaltungsausschuss des Otago Museum, des Hocken Library Committee sowie des Kunstbeirates (Arts Advisory Council), was ihm die Anerkennung als Patron der neuseeländischen Kultur einbrachte. Zudem hielt er Gastvorlesungen an verschiedenen Universitäten und Institutionen. Des Weiteren organisierte er anonyme finanzielle Unterstützung für Künstler und Schriftsteller, von den viele persönliche Freunde waren.
Trotz seiner zahlreichen öffentlichen Positionen blieb Brasch ein Mann von tiefer Reserviertheit, sowohl persönlich als auch dichterisch, was sich in seiner intensiven, manchmal herben Erscheinung widerspiegelte. Zeitweise lebte er mit dem Künstler und Theaterproduzenten Rodney Kennedy zusammen.

### Literarisches Spätwerk und Tod
Seine letzten Werke setzen die Widerspiegelung der Schwierigkeiten des definierten, aber noch geschützten inneren Selbst fort, was zum Fokus seiner umfangreichen fünften Gedichtsammlung Not far off (1969) wurde. Sein letzter, 1974 posthum erschienener Gedichtband Home ground war wiederum persönlicher, sprach in einer neuerdings modernistischen Sprache von aufkommenden Themen wie Alter und Krankheit. In seinen letzten Lebensjahren setzte er auch die Arbeit an seinen Memoiren fort, die ebenfalls posthum unter dem Titel Indirections 1980 erschienen und die Zeit zwischen seiner Geburt und 1947 umspannte.
Während einer zweimonatigen Reise nach Europa erschien er im April 1972 auch beim Internationalen Lyrikfestival in Rotterdam. Nach seiner Rückkehr nach Neuseeland erkrankte Brasch an Krebs. Nachdem im März 1973 zusätzlich das Hodgkin-Lymphom festgestellt wurde, begab er sich ins Wakari Hospital in die medizinische Behandlung seiner engen Freundin Dr. Deirdre Airey. Im Mai 1973 kehrte er nach Hause zurück, wo er von den Autorinnen Ruth Dallas und Margaret Scott gepflegt wurde. Am 20. Mai 1973 verstarb er in seinem Haus in Dunedin.
Er hinterließ eine umfangreiche Sammlung von Büchern, Gemälden und persönlichen Papieren, die er einerseits der Hocken Library in Dunedin als auch der Otago Library hinterließ, die einen Charles Brasch Saal einrichtete.

## Veröffentlichungen
- The Land and the People, 1939
- Disputed ground, 1948
- The estate, 1957
- Ambulando, poems, 1964
- Present company, 1966
- Not far off; poems, 1969
- Home ground, 1974

posthum
- Indirections: A Memoir 1909-1947, Autobiografie, 1980
- The universal dance, 1981
- Collected poem, 1984
- Charles Brasch in Egypt, Autobiografie, 2007
- Journals 1938-1945, Beiträge von Rachel Barrowman, Margaret Scott und Andrew Parsloe, 2013, ISBN 978-1-877372-84-1[1]